# Дмитрий Пригов
Дмитрий Александрович Пригов е руски поет, художник и скулптор, един от създателите на руския концептуализъм.

## Биография и творчество
Роден е в Москва, където прекарва целия си живот. Учи в Строгановския художествен институт, откъдето е изгонен след критиките на Хрушчов срещу формалистите и абстракционистите. По-късно се завръща в института и завършва през 1967 г.
Започва да пише през 1957 г. Прочува се още преди да е издал официално и едно стихотворение. Първата му книга е издадена през 1990 г. През същата година филмът „Пригов – поет и бунтар“ е показан няколко пъти по съветската телевизия. Известен е също със своите инсталации, скулптури и рисунки. Наричан е „царят на химикалката“, заради своите рисунки с химикалка. Според неговото твърдение, той е автор на повече от 35 000 творби.
През 1990 година посещава България на Празниците на изкуствата Аполония. Негови стихотворения са неколкократно публикувани в списание „Факел“ и други български издания.
Умира в нощта на 16 юли 2007 г. в 23-а московска болница след инфаркт на миокарда.

## Участие в организации
- Член на Съюза на художниците на СССР (1975)
- Член на Съюза на руските писатели (септември 1991)
- Член на Руския ПЕН център (1991)

## Авторски изложби
- 2003 – „Мягко“. Галерея Петра Войса, Москва.
- 2006 – „Монстрология“. Галерея Петра Войса, Москва.
- 2008 – „Граждане! Не забывайтесь, пожалуйста!“. Московский музей современного искусства, Москва.
- 2011 – „Дмитрий Пригов: Дмитрий Пригов“. Ермитаж, в рамките на 54-то Венецианско биенале на съвременното изкуство, Венеция.
- 2014 – „Дмитрий Пригов. От ренессанса до концептуализма и далее“. Третяковска галерия, Москва.
- 2015 – „Дмитрий Пригов: в диалоге с авангардом. К 75-летию со дня рождения“. Държавен руски музей.
- 2017 – „Пригов. Москвадва“. Центр Гиляровского, Москва.

## Филмография (актьор)
- 1990 – Такси-блюз
- 1998 – Хрусталёв, машину!
- 2002 – Шоссе Энтузиастов

## Дискография
- 2002 – Сергей Летов, Алексей Борисов, Д. А. Пригов. Концерт в О. Г. И. „Отделение Выход“
- 2002 – Три О и один Д. А. Пригов. „ХОР Рекордз“
- 2007 – Дмитрий Александрович Пригов. Избранное. Читает автор. „1С“